# Aulacopus reticulatus
Aulacopus reticulatus là một loài bọ cánh cứng trong họ Cerambycidae.